# Закон за възобновяемите източници на енергия (Германия)
Германският Закон за развитието на възобновяемите източници на енергия (на немски: Gesetz für den Ausbau erneuerbarer Energien), накратко Закон за възобновяемата енергия (Erneuerbare-Energien-Gesetz) или ЗВЕ 2014 (EEG 2014), регулира предпочитаното подаване на електроенергия от възобновяеми източници в мрежата и гарантира твърди приходи на нейните производители.

## Развитие

### Закон за електрозахранването от възобновяеми източници на енергия (1991)
Преди влизането в сила на Закона за възобновяемите източници се прилагаше влезлият през 1991 г. в сила Закон за електрозахранването на обществена мрежа от възобновяеми източници, накратко Закон за електрозахранването от 7 декември 1990 г. Думата „захранване“ е подчертана в името на закона, защото електрическата енергия от възобновяеми източници – с изключение на електроенергията от водни електрически централи – се е произвеждала само от малки предприятия, на които големите производители не са давали достъп до техните електрически мрежи или съзнателно са пречели. Законът ги е задължил да осигурят захранване/достъп до мрежата и гарантирал на производителите минимални цени, които са се изчислявали като дял от средната цена за електрическата енергия, която е била установена две години по-рано.
След въвеждането на закона през 1991 г. цената за електрическа енергия от водни електрически централи, както и за газ от пречиствателни станции, депа за събиране на отпадъци и биогаз е била 75 % (от 1994 г. 80 %), а за електрическата енергия от соларни панели и ветроенергийни паркове 90 % от цената, която е била определена две години по-рано. Тези правила и цени довели до подобрени на предишното състояние, били са добри за съществуващите съоръжения, в повечето случаи водноелектрически централи и направили ветроенергийни паркове на удобни, близки до бреговете места и икономически изгодни, което довело до първия малък „бум“ на ветроенергийни паркове в тези райони. Цените за фотоволтаичните централи все още били твърде ниски, за да може да се покрият с тях разходите за тях.
През 2000 г. – малко преди влизането в сила на Закона за енергията от възобновяеми източници – цената за изкупуване на електрическа енергия от ветроенергийни паркове и фотоволтаични електрически централи е била 8,23 ct/kWh, за електрическа енергия от водноелектрически централи и за газ от пречиствателни станции, депа за събиране на отпадъци и биогаз е била 7,23 ct/kWh и за електрическа енергия от всички други видове възобновяеми източници 5,95 ct/kWh. За базисна стойност за изчисление на цената е използвана средната изкупна цена през 1998 г. – около 9,15 ct/kWh.

### Закон за енергията от възобновяеми източници (2000)
На 1 април 2000 г. Законът за електрозахранването беше заменен от Закона за енергията от възобновяеми източници от 29 март 2000 г. (BGBl. I S. 305). Изкупните цени бяха разделени, частично намалени, бяха включени по-малки централи, като енергия от геотермични източници, за да се подсили характерът на поощряването на добива на енергия.
В Закона за енергията от възобновяеми източници 2000 беше предвидена дегресия от 5 % годишно за изкупните цени за електрическа енергия от фотоволтаични централи. Освен това мощността на разширение е била ограничена до 350 MWp, така че при преминаване на тази граница през следващата година не се полагало възнаграждение за нови съоръжения. Тази стойност е изчислена на базата на началните 50 MWp и на следващите 300 MWp, които са били подпомагани чрез „Системата 100 000 покрива“ за фотоволтаични централи. Границата от 350 MWp беше надхвърлена през 2003 г.и така от 2004 г. вече не се полагаха субсидии за нови съоръжения. Но тъй като предвиденото допълнение на Закона за енергията от възобновяеми източници се забави, съществуваше реална опасност от масивна намеса на пазара на фотоволтаичната енергия. Промяната на Закона за енергията от възобновяеми източници беше забавена и на 22 декември 2003 г. беше публикуван 2. Закон за промяна на закона за енергията от възобновяеми източници (с така нар. Закон за предвключването на фотоволтаичните централи.
Изкупните цени съгласно Закона за енергията от възобновяеми източници 2000 накратко:
- електрическа енергия от ветроенергийни паркове между 6,19 и 9,10 Cent/kWh
- електрическа енергия от фотоволтаични централи

o	за съоръжения, които са пуснати в експлоатация през 2001 (също стари съоръжения): минимум 50,6 Cent/kWh
o	за съоръжения, които са пуснати в експлоатация през 2002: минимум 48,1 Cent/kWh
- електрическа енергия от водноелектрически централи минимум 7,67 Cent/kWh (с изключение на помпени акумулиращи водни електроцентрали)
- електрическа енергия от биомаса между 8,70 и 10,23 Cent/kWh
- електрическа енергия от геотермични източници между 7,16 и 8,95 Cent/kWh

Ставки за намаляване: От 1 януари 2002 бяха намалени ставките на цените за нови съоръжения:
- за електрическа енергия от ветроенергийни паркове с 1,5 %
- за електрическа енергия от слънчева енергия с 5 %
- за електрическа енергия от биомаса с 1 %

### Закон за енергията от възобновяеми източници (2004)
Допълнената версия на Закона за енергията от възобновяеми източници от 21 юли 2004 (BGBl. I S. 1918) и влезе в сила на 1 август 2004. Преди това трябваше да бъде постигнато споразумение с помощта на помирителната комисия на Германия бундестаг, с което CDU/CSU постигна намаляване на помощта за ветроенергийни паркове. Освен необходимостта от промяна на постановената от ЕС Директива 2001/77/ЕС за поощряване на добива на електрическа енергия от възобновяеми източници на вътрешния пазар за електрическа енергия, съществени точки на допълнената версия се отнасяха и за размера на помощите и за по-доброто юридическо положение на производителите на съоръжения за производство на енергия от възобновяеми източници в сравнение с местните ползватели на електропреносната мрежа (едно от тях е отпадането на задължението за сключване на договор).

### Закон за енергията от възобновяеми източници (2009)
Допълнената версия от 2008 (BGBl. I S. 2074) целеше увеличение на дела на енергията от възобновяеми източници в електропреносната мрежа до 2020 г. до минимум 35 % (§ 1, ал. 2 от Закона за енергията от възобновяеми източници). В допълнение към Закона за енергията от възобновяеми източници, който се отнася само за производството на електрическа енергия, в друг Закон за поощряването на използването на възобновяеми енергийни източници в сферата на топлоенергията (EEWärmeG 2008 – BGBl. I S. 1658) беше направена за първи път регулация на федерално ниво на използването на възобновяеми енергийни източници за производство на енергия за отопление и охлаждане, с който се целеше увеличение на използването на възобновяеми източници в сферата на производството на топлинна енергия на 14 % до 2020.
Законът за енергията от възобновяеми източници 2009 запази основните структури на Закона за енергията от възобновяеми източници 2004, но въведе напълно нова номерация на параграфите, а броят им нарасна от 22 на 66. Новата версия на закона се прилагаше както за нови съоръжения, така и за такива, които към датата на влизане в сила са били построени, за които обаче § 66 от Закона за енергията от възобновяеми източници представя изчерпателен списък с преходни норми, които пресъздават съществените разпоредби за изкупуване и заплащане на енергията по смисъла на защитата на териториалната цялост на държавата. Новата редакция съдържа множество детайлни разпоредби. Така с цел подобряване на прозрачността, задължението за регистрация беше разширено. Ползвателите на соларни съоръжения са задължени да уведомят Федералната агенция за управление на мрежата за мощността на съоръженията (§ 16, ал. 2, изр. 2 от Закона за енергията от възобновяеми източници). Определението за съоръжение беше дефинирано на ново, за да се избегне заобикаляне на по-високите изкупни цени за малки съоръжения чрез обединяване на съоръжения, също така беше предвидена нова дефиниция за старите съоръжения. С новата редакция на § 19 и на § 66 от Закона за енергията от възобновяеми източници съоръженията, които са били пуснати в експлоатация в един и същ кратък период (в рамките на 12 последователни месеца) и които се намират в локална близост (в същия имот или в непосредствена близост), се оценяват като едно съоръжение от гледна точка на изкупната цена. За регулиране на дефицитите при захранване с електрическа енергия от възобновяеми източници беше предвиден мениджмънт на захранването, който предвиждаше за съоръжения с мощност от 100 kW технически съоръжения за текущ мониторинг на количеството подавана електрическа енергия от страна на ползвателя на мрежата и възможност за временно ограничаване на захранването, като производителите, които са засегнати от това, имат право на обезщетение от ползвателя на мрежата (§ 11, § 12 от Закона за енергията от възобновяеми източници).
Освен това за изкупните цени на енергията от фотоволтаични централи беше въведено плавно намаляване. При голямо разширение и при по-високи разходи за изкупуване на енергията, гарантираната изкупна цена за kWh се намалява по-бързо през следващата година, за да държи в граници общите разходи за всички потребители на електрическа енергия. Ако посочената цел на разширението не бъде достигната, намаляването на цената се забавя. Например от 1,5 GW разширение през 2009 ще има 1 % намаление на изкупната цена през 2010 г. Ставката за намаляване, която се прилага за изкупуване на енергията от 1 януари на следващата година се публикува от Федералната агенция за управление на мрежата към 31 октомври на текущата година.
Постановената от германския Бундестаг нова и допълнена версия на закона влезе в сила на 1 януари 2009 г.

### Закон за енергията от възобновяеми източници (2012)
Към 30 юни 2011 беше взето решение за нова всеобхватна редакция на Закона за енергията от възобновяеми източници, като в нея се предвиждат нови правила за бонусната система за биоенергия, както и промяна в тарифата за електрозахранване. Беше взето решение за силно намаляване на цените за енергията от фотоволтаичните централи. На 1 януари 2012 промяната влезе в сила:
- Поощряване на директния маркетинг чрез модела за пазарни премии: разликата между специфичното за съоръженията заплащане съгласно Закона за енергията от възобновяеми източници и месечната средна цена на борсата, установена след приключване на месеца, се изплаща под формата на пазарна премия и допълнително се прави изравнение на разходите за директния маркетинг чрез мениджмънт-премия (нова част на Закона за енергията от възобновяеми източници – Отчисление).
- „Премия за гъвкавост“ за поощряване на строежа на газохранилища към съоръженията за биогаз;
- Освобождаване на хранилищата от таксата за ползване на мрежата, за да се избегне двойно плащане;
- „Привилегията Зелен ток“ (освобождаване на производителите на електрическа енергия от преразпределението по смисъла на Закона за енергията от възобновяеми източници) си остава, но се ограничава до 2 ct/kWh (предишен размер на отчислението по смисъла на Закона за енергията от възобновяеми източници). Освен това се въвежда минимален дял на непостоянните възобновяеми източници на енергия от 20 % (вятър, електрическа енергия).
- Промяна на правилата за изкупните цени чрез различни норми – за най-съществените енергийни източници:

o	Вятър на сушата: принципно се продължава структурата на заплащане съгласно Закона за енергията от възобновяеми източници 2009, но има увеличение на намалението от 1 % на 1,5 %, продължава да се предоставя бонусът за работа на системата за нови съоръжения до края на 2014 г., за съществуващи съоръжения до края на 2015, гарантиране на Repowering бонус за заместване на старите съоръжения (изграждане преди 2002)
o	Вятър във водата: Увеличаване на заплащането чрез интеграция на премията „Спринтер“ (2 ct/kWh) в началното възнаграждение, така че да се качи от 13 на 15 ct/kWh, преместване на дата за намаляване на изкупните цени от 2015 на 2018 г., въвеждане на т. нар. Модел на компресия: началната изкупна цена се покачва на 19 ct/kWh, но се гарантира само за 8, а не за 12 години.
o	Фотоволтаици (ФВ): запазване на съществуващото правило за дегресия („дишащ капак“) и промяна всяко полугодие, както през 2011 г.
o	Биомаса: опростена система за плащане с 4 категории съоръжения, определяни според тяхната мощност (основно възнаграждение между 6 и 14,3 ct/ kWh).

### Промяна на закона „Фотоволтаици“ (юни 2012)
С така наречената промяна „Фотоволтаик“ (ФВ-промяна) в края на юни 2012, след като беше постигнато съгласие с помирителната комисия на Бундестага и на Бундесрата, бяха приети множество промени в заплащането на електрическата енергията от фотоволтаични централи, които влизат в сила със задна дата от 1 април 2012 г. Преди това имаше дискусии, продължили с месеци за бъдещия облик на подпомагането за фотоволтаичните централи в рамките на Закона за енергията от възобновяеми източници. Резултатът беше публикуван на 23 август 2012 в Държавен вестник (BGBl. 2012, Teil I, Nr. 38, S. 1754) под името „Закона за промяна на правната рамка за електрическата енергия от слънчева енергия и други промени на законодателството за възобновяемите източници“ (т.нар. ФВ-Промяна) и по същество представлява:
- Ново определяне на категориите на заплащане (до 10 kW, до 40 kW, до 1.000 kW и до 10.000 kW) и ограничаване на мощността до 10.000 kW
- Еднократно намаляване на ставките на изкупните цени с 15 %, вкл. и на „базисната дегресия“ с месечно 1 % (отговаря на 11,4 % на година),
- Ставки на изкупните цени от 1 април 2012 между 19,5 и 13,5 ct/kWh
- Ограничаване на мощността при разширяване за фотоволтаични централи, които получават финансово стимулиране в Германия до 52 GW (за съществуващи 27 GW (средата на 2012)). Годишният капацитет на разширяване се определя в размер на 2,5 до 3,5 GW.
- Управление на дегресията от гледна точка на разширението на централата („дишащ капак“), в зависимост от разширението на централата при излизане извън границите на коридора за разширение дегресията се увеличава на степени от 1 % до 2,8 %, а ако е под нормите съответно се намалява или изцяло се премахва.
- Под понятията „Модел за пазарна интеграция и бонус за лично потребление“ за съоръжения между 10 kW и 1.000 kW на година се заплащат само 90 % от цялата произведена енергия съгласно Закона за енергията от възобновяеми източници.

| Прогнозирани разходи                                                                                              | 2012 година (прогноза от октомври 2011 г.), в милиарди € | 2013 година (прогноза от октомври 2012 г.), в милиарди € |
| --- | -------------------------------------------------------- | -------------------------------------------------------- |
| Закон за енергията от възобновяеми източници – заплащане съгласно § 23 – 33                                       | 16,61                                                    | 12,67                                                    |
| Пазарна премия | 1,36                                                     | 5,83                                                     |
| Други разходи | 0,75                                                     | 1,85                                                     |
| Изравнителна сметка към септември съответната година                                                              | 0,71                                                     | 2,59                                                     |
| Обща сума на прогнозираните разходи                                                                               | 19,43                                                    | 22,94                                                    |
| Приходи от пазарна реализация                                                                                     | -4,95                                                    | -2,54                                                    |
| Изпуснати такси за ползване на мрежа                                                                              | -0,44                                                    | -0,50                                                    |
| Обща сума на прогнозираните печалби                                                                               | -5,39                                                    | -3,04                                                    |
| Прогнозирана стойност на отчисление                                                                               | 14,10                                                    | 19,90                                                    |
| Отчисление на пазара за електрическа енергия                                                                      | TWh/a                                                    | TWh/a                                                    |
| Непривилегировано крайно потребление                                                                              | 386,5                                                    | 382,1                                                    |
| Крайно потребление с редакция на Закона за енергията от възобновяеми източници – Отчисление                       | 6,3                                                      | 2,6                                                      |
| Отчисление на електрическа енергия от крайните потребители съгласно Закона за енергията от възобновяеми източници | 392,80                                                   | 384,7                                                    |
| Стойност на отчисление за kWh                                                                                     | ct/kWh                                                   | ct/kWh                                                   |
| Основно отчисление                                                                                                | 3,31                                                     | 4,19                                                     |
| Отчисление за текущи резерви                                                                                      | 0,10                                                     | 0,42                                                     |
| Отчисление за изравнителна сметка към септември съответната година                                                | 0,18                                                     | 0,67                                                     |
| Закон за енергията от възобновяеми източници – стойност на отчисление за kWh                                      | 3,59                                                     | 5,28                                                     |

От 2011 до 2012 г. беше прогнозирано минимално покачване съгласно Закона за енергията от възобновяеми източници – Отчисление от 3530 Cent/kWh на 3592 Cent/kWh. През 2011 г. Федералното министерство на околната среда очакваше дори спад в разходите, но след това обясни малкото покачване с нововъведението на ликвидния буфер, с който бяха създадени финансови възглавници за Закона за енергията от възобновяеми източници – Сметка за отчисления. Според министерството без тази специална позиция отчислението за 2012 г. щеше да е под стойностите за 2011 г. Междувременно се оказа, че тази прогноза е грешна. Прогнозата на Закона за енергията от възобновяеми източници – Отчисление е била прекалено ниска и затова се наложи при прогнозата в Закона за енергията от възобновяеми източници – Отчисление 2013 да се направи промяна в размер на 0,67 Cent/kWh.

## Устойчивост на двадесетгодишното правило за изкупните цени
Със Закона за енергията от възобновяеми източници се гарантира, че производителят на енергия, получава изкупната цена, която важи за годината, в която пуска централата си в експлоатация и че тази цена му е гарантирана още двадесет години. Това е с цел да се осигури на производителите достатъчна сигурност на инвестициите. Предвиденото в закона годишното намаляване на ставките на изкупните цени важи само за съоръженията, които са били включени през съответната година (§ 20 Закона за енергията от възобновяеми източници). Не е уточнено дали и при какви условия има право законодателят да намалява ставките със задна дата за вече действащите централи. Федералният конституционен съд, който в решението си от 18 февруари 2009 г. разгледа въпроса за действието със задна дата на Закона за енергията от възобновяеми източници от 2009 за съществуващи централи, който междувременно доведе до почти 50 % в цената за някои производители на енергия от биомаса, остави въпроса открит, защото поради неясното правно положение е на мнение, че промяната със задна дата е правнодопустима. Специалистът, който беше упълномощен от Федералното министерство на околната среда – Щефан Клински – е на мнение, че промяната със задна дата на действащите ставки на изкупните цени за в бъдеще представлява т.нар. изкуствено обратно действие, което по принцип е разрешено, но трябва да се има предвид доверието, което е изградено към законодателя. неговата експертиза, която е публикувана от Федералното министерство на околната среда стига до извода, че текущата изкупна цена и нейните условия могат да се променят, ако това се изисква съгласно законодателството на ЕС или ако впоследствие се установи, че платените изкупни цени са прекалено високи от икономическа гледна точка.

## Фотоволтаици

### Фотоволтаични съоръжения на покриви на селскостопански постройки
Изкупните цени, които са действали през различните години, са посочени в таблицата по-долу (данните са за нето цени). За фотоволтаичните съоръжения периодът за определяне на изкупните цени е двадесет години и не се променя от годината на пускане в експлоатация до края на периода на подпомагане. Според категорията на съоръженията (инсталации на покриви, на открито …) се използват степенувани ставки на изкупните цени и изплащането се извършва в процентно съотношение: при инсталация, която е изградена през август 2012 с максимална мощност от 30 kW за 10 kW се плаща изкупна цена от 18,73 Cent/kWh, а за останалите 20 kW ще се плащат по 17,77 Cent/kWh до края на 2032.

### Съкращения 2010 с 13% + 3%
Федералният министър на околната среда Норберт Рьотген искаше да намали изкупните цени за соларна електрическа енергия още през април 2010 г. с 15 до 25 %. Причината за това бяха прекалено високите ставки на изкупните цени при намаляващи разходи за изграждане на фотосоларните съоръжения. Поради предвиденото в закона, който беше постановен на 6 май 2010 г., намаление в размер на 10 %, което според Бундесрата е нормално, Бундесратът свика помирителната комисия. На 8 юли Германският Бундестаг прие чрез препоръчителното решение на помирителната комисия Закона за промяна на Закона за електрическата енергия от възобновяеми източници. С този закон изкупната цена за инсталации на покриви и на открито беше намалена от 2010 г. на две нива на 13 и на 3 % и субсидиите за изграждане на съоръжения върху предишни земеделски земи бяха отменени изцяло (виж таблицата).

### Съкращения 2011 с 13%
Намаляването на изкупната цена през 2011 беше в размер на 13 %. Всички мощности, които са били инсталирани в периода от юни до септември 2010 г. (само през юни над 2.000 MWp), умножени по три, бяха над 6.500 MWp, така дегресията се увеличи от 9 на 13 %. Федералният Бундестаг реши за периода 1 юли/1 септември 2011 да направи допълнително потенциално съкращение, ако допълнителните мощности са с повече от 3.500 MWp на година, изчислено на базата на периода от март до май 2011 (с 3 % за 1.000 MWp, над 3.500 MWp с още 3 %, максимално с 15 %). Но тъй като през годината бяха инсталирани по-малко от 3.500 MWp фотоволтаични съоръжения, не беше направено съкращение.

### Съкращения към 1 януари 2012 с 15%
В началото на 2012 важеше следното правило: след изтичане на годината изкупната цена ще се намалява съгласно инсталираните мощности в периода на изминалата година (от 1 октомври до 30 септември) между 1,5 % (при мощности под 1.500 MWp) и 24 % (при мощности над 7.500 MWp). В зависимост от инсталирането на допълнителни мощности в периода от 1 октомври до 30 април до 15 % от това съкращение на изкупната цена ще бъдат прехвърлени към 1 юли. Между 1 октомври и 30 септември 2011 бяха инсталирани нови мощности от 5.200 MWp, което доведе до съкращение през 2012 г. в размер на 15 %. В периода от 1 октомври 2011 г. до 30 април 2012 г. инсталирането на нови мощности беше в размер на 6.273 MWp, което доведе до намаляване на изкупната цена към 1 юли 2012 с 15 %.

### Съкращения към 1 април 2012
През месец март Бундестагът постанови Допълнение към Закона за енергията от възобновяеми източници, съгласно което изкупните цени за енергията от фотоволтаиците отново се намаляват. В тази връзка Бундесрата реши на 11 май да сезира помирителната комисия, за да се направи основен преглед на закона, тъй като той доведе до протести от страна на соларния бранш и на федералните провинции.
В тази връзка през юни 2012 г. Бундестагът и Бундесрата приеха смекчена версия на Допълнението към Закона за енергията от възобновяеми източници (виж долната таблица). В съответствие с вида на съоръжението се намалява и изкупната цена за енергията, за тези, които са били пуснати в експлоатация след 1 април 2012 г. (дефиниция виж § 3, № 5 от Закона за енергията от възобновяеми източници 2012), намалението е с размер около 30 %. Всички покривни инсталации, за които операторите са получили разрешение за включване, се прилагат изискванията на старите правила, ако тези съоръжения бъдат пуснати в експлоатация преди 30 юни. Съгласно преходните норми старите изкупни цени се прилагат за инсталации на открито, за които проверката е започнала преди 1 март и които ще бъдат включени в мрежата до 30 юни. За съоръжения на открито върху площи под аренда, за които се предвижда обстойна проверка, субсидиите съгласно старото законодателство важат до 30 септември.

## Преходна норма
Приложение на ставките на изкупните цени съгласно Закона за енергията от възобновяеми източници 2012 в досегашната редакция за съоръжения, които след 31 март и преди 1 юли 2012 бъдат пуснати в експлоатация съгласно новото определение на термина „пускане в експлоатация“, ако преди 24 февруари 2012 г. бъде подадена писмена или електронна молба за включване към мрежата, в която трябва да се посочат местонахождението на централата и мощността ѝ (§ 66, ал. 18, изр. 2 от Закона за енергията от възобновяеми източници 2012 нова редакция). За новоизградени покривни съоръжения, с мощност между 10 и 1000 kWp за в бъдеще важи: ще се заплаща само 90 % от произведената електрическа енергия. Остатъкът трябва да се използва или от собственика или той сам да го предлага на пазара. Федералното правителство цели намаляване на годишното инсталиране на нови мощности от 2.500 до 3.500 мегавата. Намаляването на ставките на изкупните цени ще става на месечна база – 0,5 до 2,8 %, разпределено по схема, посочена в Закона за енергията от възобновяеми източници.
Със Закона за енергията от възобновяеми източници 2009 беше въведена такса за енергията, която е за лично потребление от съоръжения върху сгради с мощност до 30 kWp (§ 33 от Закона за енергията от възобновяеми източници), която беше с 18 Cent/kWh по-малко от таксата за захранване (промяна към 1 юли 2010 на 16,38 Cent/kWh по-малко до 30 % и 12 Cent/kWh по-малко за над 30 % собствено потребление на енергия). По този начин разликата е печалба за потребителя на тази енергия в сравнение с чистия „потребител“, над 16,38, съответно 12 Cent/kWh са цените за ползване на електрическа енергия от енергийните дружества. По този начин законодателят искаше да създаде предпоставка за увеличаване на личното потребление. Към 1 април 2012 г. беше отменена цената за лично потребление.
При промяната за закона през 2011 г. беше запазено правилото за намаляване на ставките и бяха предвидени мерки за интеграция на мрежата. Освен това т.нар. „намаляване на захранването при достигане на максимума“ беше направено по-гъвкаво. При голямо натоварване на мрежата операторът има право да поиска само временно намаляване на мощността на съоръжението на оператора (това става автоматично с вграден и оборудван превключвател) – затова операторът ще получи обезщетение в размер на 95 % от пропуснатата печалба. Това правило е ограничено до максимум 1 % от годишното производство на съоръжението.
При съоръжения, които са монтирани на фасади (по-точно съоръжения, които не са монтирани на покрив или на покривана постройка и представляват съществена част от сградата) до края на 2008 г. имаше допълнителна добавка в размер на 5 Cent/kWh, тъй като очакваната печалба е малка. Но в Закона за енергията от възобновяеми източници 2009 тази добавка не беше включена.
Специално за фотоволтаични централи се предлагат KfW-кредити. Ако съоръжението и ставката на изкупната цена се предложат като гаранция, няма нужда от никакъв или от много малко собствен капитал, за да се изгради съоръжението. KfW-кредитите за фотоволтаични централи са с малко по-неизгодни условия от съответните KfW-кредити за инвестиции в други възобновяеми източници. Операторът на фотоволтаична централа може да поиска от данъчната служба да бъде квалифициран като предприемач. От определен годишен оборот от изкупни цени това дори е задължително. Както и при другите предприятия, така и тук ДДС, който се дължи за инвестиционните разходи, трябва да бъде платен под формата на авансов данък (това означава, че предприятието може да го начисли с други данъци върху доходите от производството на електрическа енергия и след това ще му бъдат възстановени от данъчната служба) ДДС, който е включен в изкупната цена, трябва да бъде платен на данъчната служба.